# Langsua-Nationalpark
Der Langsua-Nationalpark (norwegisch Langsua nasjonalpark) ist ein Nationalpark in der norwegischen Provinz Innlandet. Er ging aus dem Ormtjernkampen-Nationalpark hervor, der 2011 um viele angrenzende Gebiete erweitert und dann in Langsua-Nationalpark umbenannt wurde. Weite Plateaus und Urwälder aus Fichten und Kiefern prägen das Landschaftsbild. Der Nationalpark ist noch von einigen weiteren Schutzgebieten umgeben.